# De kinderen van het achtste woud
De kinderen van het achtste woud (in latere drukken: De kinderen van het Achtste Woud) is een Nederlandstalig kinderboek, geschreven door Els Pelgrom, met illustraties van Peter van Straaten. Het werd uitgegeven in 1977 door uitgeverij Kosmos (Amsterdam) en een aantal maal herdrukt (12e druk: 2005). De doelgroep is 10+.

## Vertalingen en prijzen
Het boek werd vertaald in het Engels, Duits, Frans, Spaans en Japans.
In 1978 werd het boek bekroond met de Gouden Griffel. Pelgrom won later nog tweemaal een Gouden Griffel, voor Kleine Sofie en Lange Wapper (in 1985) en voor De eikelvreters (in 1990).

## Inhoud
Het verhaal speelt zich af in de winter van 1944, het laatste jaar van de Tweede Wereldoorlog. De 12-jarige Noortje vlucht met haar vader weg uit Arnhem, waar gevochten wordt, en komt terecht op boerderij Het Klaphek op de Veluwe, bij een gezin met drie kinderen. In het bos zit een groep Joden verstopt, die eten krijgen van de boeren.
Ook komen er veel hongerige mensen uit de steden om eten vragen. Duitse soldaten nemen op een gegeven moment drie van de vier varkens mee. Een Duitse deserteur krijgt, ondanks enig wantrouwen, ook te eten. Op een nacht krijgt een van de joodse vrouwen in het bos een baby, Sarah. Noortje zorgt voor haar. De joodse groep wordt later opgepakt.
Na de bevrijding gaat Noortje niet terug naar Arnhem, maar verhuist met haar vader naar Amsterdam. Daar mist ze de mensen en het leven op de boerderij.

## Boekbesprekingen
Na verschijning en na de toekenning van de Gouden Griffel verschenen er in verschillende kranten besprekingen van het boek.
- "Els Pelgrom verdient met haar boek De kinderen van het Achtste Woud met recht de Gouden Griffel. (…) Els Pelgrom heeft als kind de oorlog meegemaakt. Het komt goed in haar boek naar voren. (…)  Spanning, ontroering en dan opeens weer die realiteit. Els Pelgrom laat het ongemeen boeiend in elkaar overlopen. (…) De kinderen van nu zouden het boek moeten lezen. Op school zou het voorgelezen moeten worden". (Kleny de Jonge, Nieuwsblad van het Noorden, 1978).[1]
- "Voor ons tot nog toe het mooiste boek van deze gevierde Nederlandse schrijfster". (De Standaard).[2]
- "Het is duidelijk: deze auteur is er zelf bij geweest en wat ze heeft ervaren weet ze in taal terug te roepen uit de verste hoeken van die boerderij in oorlogstijd". (NRC Handelsblad).[2]